# Fin del dominio romano en Britania

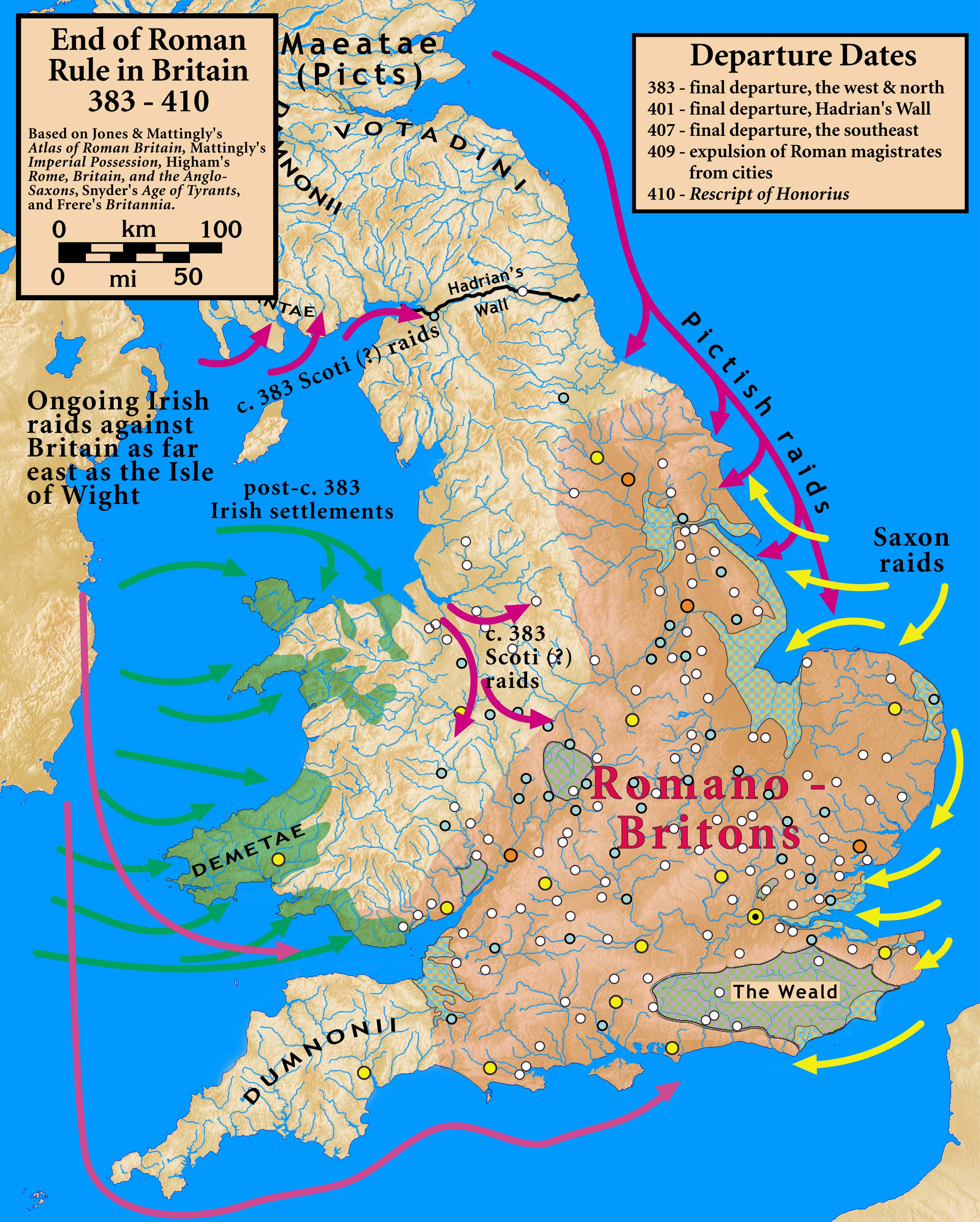
Mapa indicando los años en que los romanos se retiraron de Britania y las principales incursiones bárbaras.

El fin de la dominación romana en Gran Bretaña es el período durante el cual el Imperio romano terminó su ocupación de la provincia romana de Britania, marcando así la transición de la Britania romana al periodo post-romano. No hay fechas exactas para definir el periodo, ya que el dominio romano sobre la isla se fue diluyendo en diversos momentos y bajo diferentes circunstancias. Puede decirse que, en todo caso el proceso tuvo lugar entre los años 383 y 410.
El año 383, año del inicio de la usurpación de Magno Clemente Máximo, marcó el inicio del fin de la dominación romana en el norte y oeste de Gran Bretaña. En ese año, las tropas romanas situadas en esas zonas se retiraron para no volver. Como la conexión entre estas regiones y Roma se basaba en su ocupación militar en lugar de una sociedad civil, la conexión se disolvió cuando las tropas se marcharon.
El año 410 es el preferido por la mayoría de los historiadores como la fecha final. En ese año, el emperador romano Honorio respondió a una solicitud de ayuda militar con el rescripto de Honorio, diciendo a los romanobritanos que "deberían ocuparse de su propia defensa". Algunos historiadores prefieren el año 409, año en que los magistrados romanobritanos fueron expulsados de sus ciudades.

## Trasfondo
A finales del siglo IV y principios del V, el Imperio romano ya no podía defenderse contra cualquier rebelión interna o frente la amenaza externa que planteaba la expansión de las tribus germanas en el norte y el este de Europa. Es este trasfondo y sus consecuencias las que rigen la separación de la Britania del resto del Imperio.
En el siglo IV, el Imperio estaba gobernado por los miembros de la dinastía Valentiniana de emperadores entre los que destacó Teodosio I. Estos emperadores mantenían el poder político mediante alianzas por los matrimonios con otras dinastías y, al mismo tiempo mediante la participación en las luchas de poder internas y combatiendo a candidatos externos (llamados "usurpadores") que trataban de reemplazar la dinastía gobernante. Estas maquinaciones internas habían debilitado al Imperio distrayendo valiosos recursos militares y civiles.
La relación histórica del Imperio con los pueblos germanos había sido unas veces hostil, otras de cooperación, pero finalmente resultaron fatales, ya que el imperio no pudo evitar que las tribus asumieran con el tiempo un papel dominante en la relación. A finales del s. IV, las fuerzas militares del Imperio romano de Occidente estaban dominadas por tropas germanas, y con importantes personas de origen germano, pero culturalmente romanizados desempeñado un papel importante en la política interna de Roma. Las tribus germánicas al este del Imperio eran capaces de sacar provecho del estado de debilidad del imperio, tanto para expandirse en territorio romano y, en algunos casos, para mover a toda su población en las tierras que antes se consideraban exclusivamente romanas.

## Cronología

### 383-388

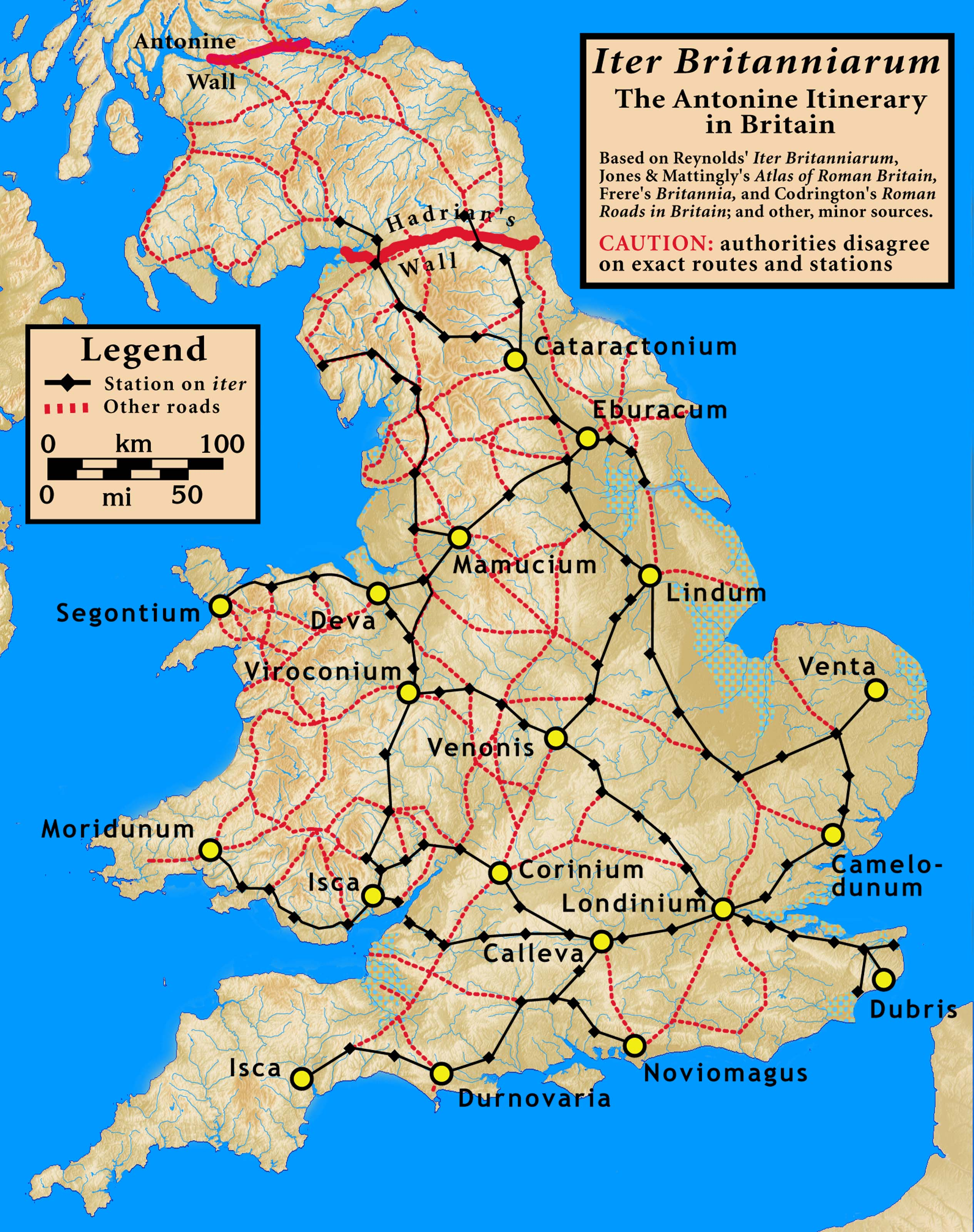
Mapa donde se muestran los principales fuertes y calzadas romanas de Britania de acuerdo con el Itinerario de Antonino y otras fuentes.

En 383, el general romano a cargo de la defensa de Britania, Magno Clemente Máximo, lanzó con éxito su campaña para usurpar el poder imperial. Cruzó a la Galia con sus tropas, mató al emperador romano de Occidente, Graciano, y gobernó la Galia, Hispania y Britania como augusto (es decir, como un coemperador bajo Teodosio I). 383 fue el último año en que se puede encontrar evidencia de la presencia romana en el norte y oeste de Gran Bretaña, tal vez con excepción de las asignaciones de las tropas en Holyhead en Anglesey y en algunos puestos al oeste de la costa de Lancaster. Estos puestos pueden haber durado hasta el año 390, pero se trataba de puestos de menor entidad a lo que había anteriormente.
Se han localizado monedas fechadas después del 383 a lo largo del Muro de Adriano, lo que sugiere que las defensas no fueron totalmente despojadas de tropas, como se pensaba o, si lo fueran, que fueron devueltos rápidamente tan pronto como Máximo había logrado su victoria en las Galias. En el De Excidio et Conquestu Britanniae, escrito c. 540, por Gildas se atribuye el final del dominio romano en Britania al éxodo de tropas y administradores de alto rango por parte de Máximo, diciendo que no sólo se marchó con las mejores tropas, sino también con todos los hombres de valía disponibles incluyendo los funcionarios, además de la flor de la juventud britana, para no volver jamás.
Las incursiones de sajones, pictos y los escotos de Irlanda se habían estado produciendo durante todo el siglo IV d. C., pero aumentó en los años anteriores al 383. También hubo un aumento importante de asentamientos permanentes irlandeses a lo largo de las costas de Gales bajo circunstancias poco claras. Máximo realizó una exitosa campaña contra los pictos y los escotos, aunque los historiadores difieren sobre si esto tuvo lugar en el año 382 o 383. Dichos éxitos militares fueron el origen de su proclamación como augusto.
En el año 388, Máximo condujo a su ejército a través de los Alpes hacia Italia en un intento de controlar todo el imperio de occidente. El esfuerzo fracasó cuando fue derrotado en Panonia, en la batalla del Save (en la actual Croacia) y en la batalla de Poetovio (en Ptuj, en la actual Eslovenia), tras lo cual fue ejecutado por el emperador Teodosio.

### 389–406
Con la muerte de Máximo, Britania quedó bajo el control del emperador Teodosio hasta 392, cuando el usurpador Eugenio se hizo con el poder imperial en Roma hasta su muerte a manos de Teodosio en 394. Teodosio fue sucedido al año siguiente por su hijo Honorio en el trono de Occidente. El poder real, sin embargo, estaba en manos de Estilicón, yerno del hermano de Teodosio y suegro de Honorio.
Britania estaba siendo atacada por escotos, sajones y pictos y, en algún momento entre 396 y 398, Estilicón inició una campaña contra los pictos, posiblemente una campaña naval con la idea de detener las incursiones de saqueo en la costa este de Britania. Pudiera ser que ordenara también campañas contra escotos y sajones en la misma época, pero en cualquier caso, esta sería la última campaña romana en Britania de la que queda constancia.
En 401 o 402 Estilicón se vio obligado a luchar contra los visigodos de Alarico y los ostrogodos de Radagaiso. Ante la necesidad de refuerzos, retiró a todas las tropas del Muro de Adriano por última vez. 402 es el último año en el que se puede encontrar moneda romana en grandes cantidades en Britania, sugiriendo que, bien Estilicón retiró a las tropas romanas que permanecían en la isla, o que el Imperio ya no fue capaz de pagar a sus soldados. Mientras tanto, pictos, sajones y escotos continuaban sus ataques, que pudieron incluso verse incrementados. En 405, por ejemplo, se cuenta como Niall de los nueve rehenes saqueó la costa sur de Britania.

### 407–410
El último día de diciembre de 406 (o quizá 405), suevos, vándalos y alanos que se habían desplazado hasta el este de la Galia, cruzaron el río Rin cuando estaba congelado y dieron comienzo a la época de las invasiones bárbaras
Sin respuesta efectiva por parte del Imperio, la guarnición romana en Britania temía que las tribus germanas al otro lado del canal invadieran Britania de forma inmediata, y se dispensaron ante la autoridad imperial -una acción facilitada por la alta probabilidad de que las tropas no hubieran cobrado en los últimos tiempos. Su intención sería elegir un comandante que les guiara para asegurar su futuro, pero sus dos primeras elecciones Marcos y Graciano no cumplieron sus expectativas y fueron asesinados. Su tercera elección fue Constantino.

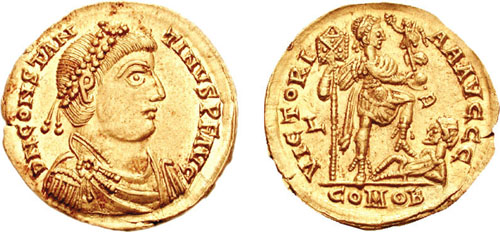
Moneda de Constantino III.

En 407 Constantino se puso al frente de las tropas que aún quedaban en Britania y las llevó a Galia, donde buscó apoyos y se proclamó emperador de Occidente. Las fuerzas leales a Honorio al sur de los Alpes estaban ocupadas defendiéndose de los visigodos y fueron incapaces de sofocar la rebelión, dando a Constantino la oportunidad de extender su nuevo Imperio hasta Hispania.
En 409 el control de Constantino sobre su imperio se derrumbó. Parte del ejército estaba en Hispania incapacitado para ayudar al resto de su ejército en la Galia, que fue derrotado por los leales a Honorio. Los germanos ubicados al oeste del Rhin se levantaron contra él, quizá apoyados por los lealistas romanos, y los que se encontraban al este cruzaron el río y entraron en la Galia. Britania, ahora sin tropas que la protegieran y habiendo sufrido severos ataques sajones en 408 y 409 contemplaba la situación en la Galia con renovada alarma. Viendo que no había esperanza de alivio con Constantino, tanto los britano-romanos como los galos expulsaron a los magistrados de Constantino en 409 o 410. El historiador bizantino Zósimo (490-510) culpó directamente a Constantino por la expulsión, afirmando que había permitido a los sajones saquear y que britanos y galos se habían visto obligados a soportar tales circunstancias que se habían rebelado contra el Imperio romano, 'rechazaron la ley romana, volvieron a sus costumbres nativas y se armaron a sí mismos para asegurar su propia seguridad'.
Ha sido sugerido que cuando Zósimo narra la expulsión de la administración civil por parte de los nativos en 409 pudiera estar refiriéndose a la rebelión de los bagaudas de los bretones de Armórica, ya que describe como, tras la revuelta, toda Armórica y el resto de la Galia siguió el ejemplo de Britania. Una última llamada de auxilio por los britanos fue, según Zósimo, rechazada por el emperador Honorio en 410. En el texto conocido como el Rescripto de Honorio de 411, el emperador dice a las civitates britanas que se encarguen de su propia defensa, ya que su régimen se encuentra aún luchando con usurpadores en el sur de la Galia e intentando tratar con los visigodos al sur de Italia. La primera referencia a este rescripto proviene nuevamente de Zósimo y aparece mencionada en una discusión sobre el sur de Italia; no tenemos más menciones de Britania lo que ha llevado a pensar a algunos, no a todos, que el rescripto no se aplicaba a Britania sino a Bruttium en Italia.
Christopher Snyder escribió que el protocolo dictaba que Honorio dirigiera su correspondencia a oficiales imperiales, y el hecho de que no lo hiciera implica que las ciudades de Britania eran la mayor autoridad romana en la isla. No obstante, la idea de que aún existieran organizaciones políticas mayores no ha sido totalmente descartada.
En la época en la que envió el Rescripto, Honorio se encontraba bloqueado en Rávena por los visigodos y fue incapaz de evitar el saqueo de Roma. Ciertamente, no estaba en disposición de ofrecer ayuda a nadie. Por su parte, Constantino III no era un candidato de entidad para el trono de Roma y en 411 su causa cayó en desgracia, y tanto él como su hijo fueron asesinados, junto a sus partidarios.

## Otras lecturas
- Speed, Gavin (2014). Towns in the dark? : urban transformations from late Roman Britain to Anglo-Saxon England. Oxford, UK: Archaeopress Archaeology. ISBN 9781784910044.